# Juan José Saer
Juan José Saer (Serodino, 28 juni 1937 - Parijs, 11 juni 2005) was een Argentijnse schrijver en dichter, die wordt gerekend tot de meest invloedrijke Argentijnse auteurs van zijn generatie.

## Biografie
Juan José Saer, een zoon van Syrisch-Libanese immigranten, werd geboren in het stadje Serodino in de Argentijnse provincie Santa Fe, waar hij in de gelijknamige hoofdstad Santa Fe aan de Universidad Nacional del Litoral rechtsgeleerdheid en filosofie studeerde. Na de staatsgreep tegen Perón van 1955 werd hij hoogleraar aan de Universiteit van Buenos Aires en decaan in de exacte en natuurwetenschappen.
Dankzij een beurs kon hij in 1968 naar Parijs verhuizen, waar hij zou blijven wonen tot zijn dood in 2005. Saer, die kort daarvoor met pensioen was gegaan als hoogleraar aan de Universiteit van Rennes, had op dat moment bijna zijn laatste roman La Grande voltooid. Deze werd nog datzelfde jaar postuum gepubliceerd. In 2006 volgde Trabajos, een bundel literaire kritieken over Latijns-Amerikaanse en Europese schrijvers.
Een terugkerend thema in het werk van Saer was de positie van de in zelfgekozen ballingschap verblijvende auteur. Hij besprak dit aan de hand van de levens van twee tweelingbroers, waarvan tijdens de dictatuur in Argentinië de ene in dat land bleef, terwijl de andere - net als Saer zelf - naar Parijs trok. De wederwaardigheden van beide broers werden door Saer in verschillende romans beschreven, samen met die van een grote groep andere personen, die soms op de voorgrond, soms op de achtergrond een rol speelden.
Net als verschillende generatiegenoten, zoals Cesar Aira, Roberto Bolaño en Ricardo Piglia, goot Saer zijn werk vaak in een specifiek en vastomlijnd genre, zoals dat van misdaadromans (La pesquisa, 1994), koloniale ontmoetingen (El testigo, 1990), reisverhalen (El rio sin orillas, 1991) of in de stijl van schrijvers als Marcel Proust (La mayor, 1976) of James Joyce (Sombras sobre vidrio esmerilado, 1992). Saer schreef ook gedichten en enkele scenario's voor korte films. Werk van hem werd vertaald in het Duits, Engels, Frans, Italiaans en Portugees. Voor zijn roman La ocasión kreeg hij in 1987 de Premio Nadal.

## Werk
- 1960: En la zona, 1957-1960 (verhalen)
- 1964: Responso (roman)
- 1965: Palo y hueso (verhalen)
- 1966: La vuelta completa (roman)
- 1967: Unidad de lugar (verhalen)
- 1969: Cicatrices (roman)
- 1974: El limonero real (roman)
- 1976: La mayor (verhalen)
- 1977: El arte de narrar: poemas, 1960/1975
- 1980: Nadie nada nunca (roman)
- 1982: El entenado (roman)
- 1983: Narraciones
- 1985: Glosa  (roman)
- 1985: Las Veredas de Saturno (filmscenario)
- 1986: Juan José Saer por Juan José Saer
- 1986: Una literatura sin atributos (essays)

- 1988: El arte de narrar (gedichten)
- 1987: La ocasión (roman) (Premio Nadal 1987)
- 1990: El testigo (roman)
- 1991: El río sin orillas: tratado imaginario (essays)
- 1992: Sombras sobre vidrio esmerilado
- 1993: Lo imborrable (roman)
- 1994: La pesquisa (roman)
- 1994: La selva espesa
- 1997: El concepto de ficción (essays)
- 1997: Las nubes (roman)
- 1999: La narración-objeto (essays)
- 2000: Lugar (verhalen)
- 2001: Cuentos completos, 1957-2000 (alle verhalen)
- 2005: La grande (roman)
- 2006: Trabajos (essays)

- Bibsys: 97044050
- Biblioteca Nacional de España: XX1113306
- Bibliothèque nationale de France: cb11923266g (data)
- Catàleg d'autoritats de noms i títols de Catalunya: 981058518627206706
- CiNii: DA06015168
- Digitale Bibliotheek voor de Nederlandse Letteren: saer004
- Gemeinsame Normdatei: 119037122
- International Standard Name Identifier: 0000 0001 2148 0304
- Library of Congress Control Number: n80113355
- Bibliotheek van het Japanse parlement: 001139757
- Nationale Bibliotheek van Tsjechië: jo2004249867
- Nationale bibliotheek van Australië: 35813264
- Nationale Bibliotheek van Israël: 987007267411405171
- Nederlandse Thesaurus van Auteursnamen: 074558692
- Istituto Centrale per il Catalogo Unico: TO0V037092
- LIBRIS: 223369
- SNAC: w67q16wr
- Système universitaire de documentation: 027117227
- Trove: 1099332
- Virtual International Authority File: 112160347
- WorldCat: E39PBJk4DwbVHrrxmPTR3XyTpP